# Ригас Балсс
«Ригас Балсс» (латыш. Rīgas Balss — «Голос Риги») — рижская городская вечерняя газета. С 1957 по 2001 год издавалась параллельными выпусками на русском и латышском языке.

## Основные сведения

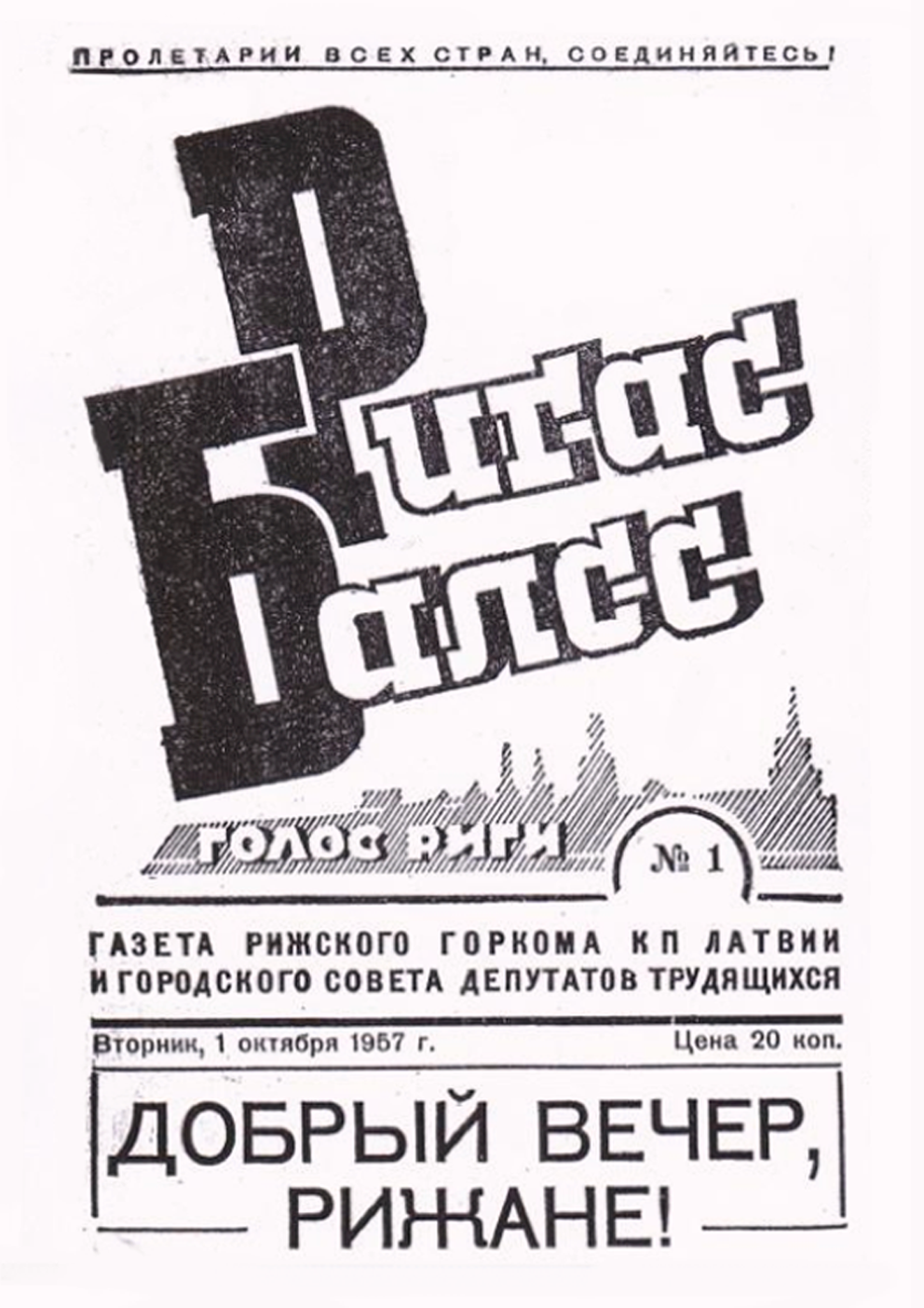
Заголовок первого номера газеты «Ригас Балсс», 1 октября 1957 года

С 1957 по 1990 год «Ригас Балсс» являлась изданием Рижского городского комитета Коммунистической партии Латвии и Рижского городского Совета народных депутатов.
Первый номер газеты вышел 1 октября 1957 года, последний выпуск на русском языке — 3 октября 2001 года. Уже 4 октября 2001 года на смену «Ригас Балсс» вышел первый номер газеты «Вечерняя Рига».
«Rīgas Balss» на латышском языке продолжала выходить до 2009 года.
Редакция первоначально находилась по адресу: Рига, ул. Персес, 10/12. Позже адрес поменялся — Рига, Баласта дамбис, 3 (Дом печати).
В апреле 1990 года «Ригас Балсс» не выходила целую неделю (с 5 по 11 апреля) по организационным причинам.